# Maren Harnack
Maren Harnack (* in Neumünster) ist eine deutsche Architektin, Stadtplanerin und Hochschullehrerin für Städtebau und Städtebauliches Entwerfen an der Frankfurt University of Applied Sciences.

## Leben
Harnack studierte Architektur, Stadtplanung und Sozialwissenschaften in Stuttgart, Delft und London. Sie arbeitete als wissenschaftliche Mitarbeiterin an der HafenCity Universität in Hamburg. Seit 2008 ist sie als freie Architektin tätig und folgte 2011 einem Ruf als Professorin für Städtebau an die Fachhochschule in Frankfurt am Main. Seit 2024 ist sie dort zudem Vizepräsidentin für Studium und Lehre.
Maren Harnack publizierte 2012 ihre Dissertation Rückkehr der Wohnmaschinen, Sozialer Wohnungsbau und Gentrifizierung in London. In dieser Arbeit verteidigt Harnack die Großsiedlungen der 1960er und 1970er Jahre gegen die Abneigung mittelständischer Milieus, nicht zuletzt der Stadtplaner. Sie zeigt am Beispiel des Londoner Trellick Towers, wie diese Großsiedlungen und Wohnmaschinen gentrifziert werden können.
Harnack ist Gründungsmitglied der Deutschen Gesellschaft zur Rettung der Hochstraßen e.V., die sich für den Erhalt der verbliebenen Hochstraßen starkmacht. Sie ist Gründerin der Sammlung Stadt des Scheiterns für gescheiterte architektonische Objekte, Räume, Gebäude und Infrastruktureinrichtungen, die während der dOCUMENTA (13) in Kassel ausgestellt wurde. Als Kuratorin beteiligte sich Maren Harnack an zahlreichen Ausstellungen im In- und Ausland. Sie ist regelmäßig Gastdozentin und -rednerin in London, in der Schweiz und in Skopje, Mazedonien.

## Schriften
- Lernen von London Arch+-Verlag, Aachen 2012, ISS 0587-3452
- Rückkehr der Wohnmaschinen. Sozialer Wohnungsbau und Gentrifizierung in London. transcript, Bielefeld 2012, ISBN 978-3-8376-1921-8.
- (mit Nina Brodowski, Angelus Eisinger, Jörg Seifert): Points of Observation. Open City 1850–2009. International Architecture Biennale Rotterdam.
- The Reborn Modern Slum. In: Angelus Eisinger, Jörg Seifert (Hrsg.): urban RESET. Birkhäuser, Basel / Boston / Berlin 2012, ISBN 978-3-0346-0776-6.
- (mit Kohler Martin): As found. Use, meaning and re-appropriation of contentious urban spaces. In: Thomas Hauck, Volker Kleinekort (Hrsg.): Infrastructural Urbanism. A New Approach to Urban Design. DOM Publishers, Berlin 2012, ISBN 978-3-86922-131-1.
- London’s Trellick Tower and the pastoral eye. In: Matthew Gandy (Hrsg.): Urban Constellations. Jovis, Berlin 2011, ISBN 978-3-86859-118-7.
- Leitbilder und Konzepte zur Integration von Migranten. In: DIFU (Hrsg.): Zukunft von Stadt und Region. I: Integration und Ausgrenzung in der Stadtgesellschaft. Wiesbaden 2006, ISBN 3-531-14902-4.

## Ausstellungsbeiträge (Auswahl)
- 2011/2012 Skopje – Die vergessene Moderne (mit Biljana Stefanovska) Architekturschaufenster, Karlsruhe[14] und  Architekturgalerie am Weißenhof, Stuttgart[15].
- 2010 Why does British Housing come from Mars? (mit Martin Kohler) This is not a Gateway Festival[16], London
- 2009/2010 Internationale Architekturbiennale Rotterdam (mit Nina Brodowski und Angelus Eisinger), Points of Observation. Open City 1850–2009
- 2007/2008 Shrinking Cities[17], Deutsches Architekturmuseum, Frankfurt/Main, Ausstellungsbeitrag DIE waren nie DA[18]